# 警覺的和平時期
在英國作家約翰·羅納德·瑞爾·托爾金（J.R.R. Tolkien）的史詩式奇幻小說《魔戒三部曲》中，警覺的和平時期（Watchful Peace）是第三紀元中期的一段相對和平的時期。
這段和平維持了397年，以索倫（Sauron）逃離多爾哥多（Dol Guldur）和他重返該地作為起點及結束，期間他隱匿於東方，故此邪惡未有發動進攻。

## 歷史

### 開始
第三紀元2060年，智者們開始對潛伏於多爾哥多的死靈法師（The Necromancer）有所懷疑，故此三年後（2063年）灰袍甘道夫（Gandalf）進入該地調查，逼使當時仍未公開重生的索倫向東撤退，開始了警覺的和平時期。
同時，潛伏於米那斯魔窟（Minas Morgul）的戒靈（Nazgûl）和魔多的半獸人亦沒有主動出擊。另外，北方伊利雅德（Eriador）境內的邪惡王國安格馬也早已覆亡，遊俠嚴密監視北方土地，故此除了昂巴（Umbar）的多次小規模衝突和北方有少量邪惡持續入侵外，在這時期沒有爆發重大戰爭，故此中土大陸整體上進入了一段長期和平。
儘管這段時間被稱為「警覺的」，但實際上剛鐸的防禦卻不斷鬆懈：安都因河（Anduin）畔的堡壘人力逐漸減少，甚至已被遺忘，尤其是可供渡河的南北河套（Undeeps）也已沒有任何防禦；在西邊，剛鐸也撤去了扼守迷霧山脈東西之間隘口的愛加拉隆（Aglarond）與艾辛格（Isengard）的駐軍。

### 結束
2460年，索倫以更強大的力量重佔多爾哥多，警覺的和平時期至此結束，三年後（2463年）至尊魔戒（One Ring）更重新現世，邪惡生物開始湧現並攻擊索倫的敵人。
此後，中土大陸絕大部份地區都陷於邪惡攻擊：2475年，戒靈率兵攻擊奧斯吉力亞斯（Osgiliath）、2480年，半獸人佔據迷霧山脈的通道和摩瑞亞（Moria）、2509年，愛隆之妻凱勒布理安（Celebrían）在通過迷霧山脈時遇襲被俘、2510年，畢額丘斯人（Belchoth）聯合半獸人進攻剛鐸。
抵禦邪惡一方亦立刻反應：2463年，聖白議會（White Council）集結、2475年，剛鐸擊退敵人攻擊、2510年，剛鐸聯合伊歐西歐德（Éothéod）逐退外族入侵。但自此中土大陸長期處於正義與邪惡雙方的不斷衝突。

## 資料來源
1. 1 2 3 4  《魔戒三部曲》 2001年 聯經初版翻譯 附錄二編年史
2. ↑  《魔戒三部曲》 2001年 聯經初版翻譯 附錄一帝王本紀及年表
3. ↑  《未完成的故事》 1998年 HarperCollins重印版 "Cirion and Eorl"
4. ↑  《未完成的故事》 1998年 HarperCollins重印版 "The Battles of the Fords of Isen"